# На привязи у взлётной полосы
«На привязи у взлётной полосы» — советский художественный фильм 1988 года режиссёра Владимира Хмельницкого.
Фильм о ждущей в аэропорту хозяина собаке вышел через год после знаменитого японского фильма «История Хатико», но не является его ремейком.

## Сюжет
Фильм основан на реальных событиях, произошедших в 1974 году во Внуковском аэропорту. Спецкор КП Юрий Рост в 1976 опубликовал в «Комсомольской правде» фото верной овчарки Пальмы и её историю в заметке «Два года ждет».
Не успев оформить ветеринарную справку, хозяин оставляет собаку у трапа улетающего самолёта. Брошенная собака остаётся верной своему хозяину. Теперь она с надеждой встречает каждый самолёт.
Во время очередного прилёта ТУ-134 собака прибегает встречать своего хозяина. Её, по иронии судьбы, встречает стюардесса, когда-то не разрешившая взять животное на борт без справки. Стюардесса чувствует за собой вину и пытается помочь собаке, которую она называла Найда.
Юрий Рост:

«На самом деле, это была довольно любопытная история. Я хочу рассказать о человеке, который вывел меня на эту собаку. Это был такой замечательный лётчик, Валентей, который был в лагерях в концентрационных немецких, потом он бежал оттуда, потом он стал лётчиком. И он летал на самолёте ИЛ-18. И он увидел эту собаку. И я написал: эта собака два года приходила на аэродром и ждала своего хозяина, который улетел и её бросил. Потом написал и хозяин. Заметку я написал, написал тихенько себе, и всё. Потом пошли письма. Пошли переводы денежные на содержание этой собаки. Сняли фильм про эту собаку. В общем, была целая собачья история. Её взяла к себе, приучила, приезжала из Киева такая Вера Котляревская. И собака эта жила очень долго у неё, причем очень сложно, потому что собака была своенравная, и она успокоилась только после того, как ощенилась, и у неё появился свой дом и своя семья в этом доме, у Котляревской. Ну, в общем, можно считать, что она почти со счастливым концом, эта история»

## В ролях
- Овчарка по кличке Дина
- Татьяна Назарова — Даша Иевлева
- Константин Шафоренко — Митя
- Геннадий Болотов — Геннадий Георгиевич Воронин
- Лесь Сердюк
- Николай Олейник
- Елена Ильенко — Таня
- Юрий Дубровин — Иван Семёнович Тюрин